# Langiden
Langiden ist eine philippinische Stadtgemeinde in der Provinz Abra. Sie hat 3198 Einwohner (Zensus 2015).

## Baranggays
Langiden ist politisch unterteilt in sechs Baranggays.
| - Baac - Dalayap (Nalaas) | - Mabungtot - Malapaao | - Poblacion - Quillat |